# Friedrich Warnecke (Heraldiker)

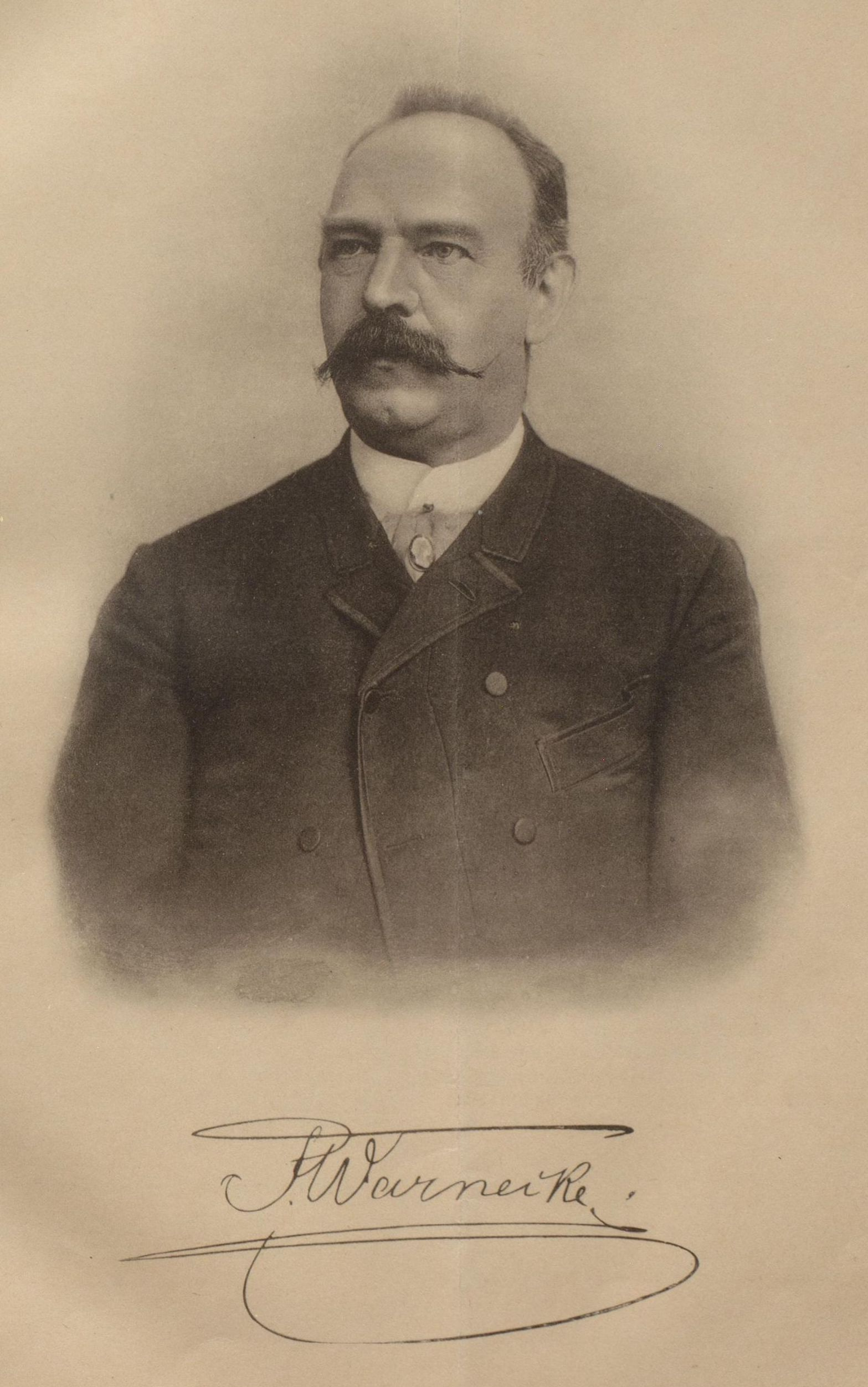
Friedrich Warnecke

Friedrich Warnecke (* 21. April 1837 in Dehmke im Raum Hannover-Hameln; † 25. November 1894 in Berlin) war ein preußischer Beamter und bekannter deutscher Heraldiker.

## Leben

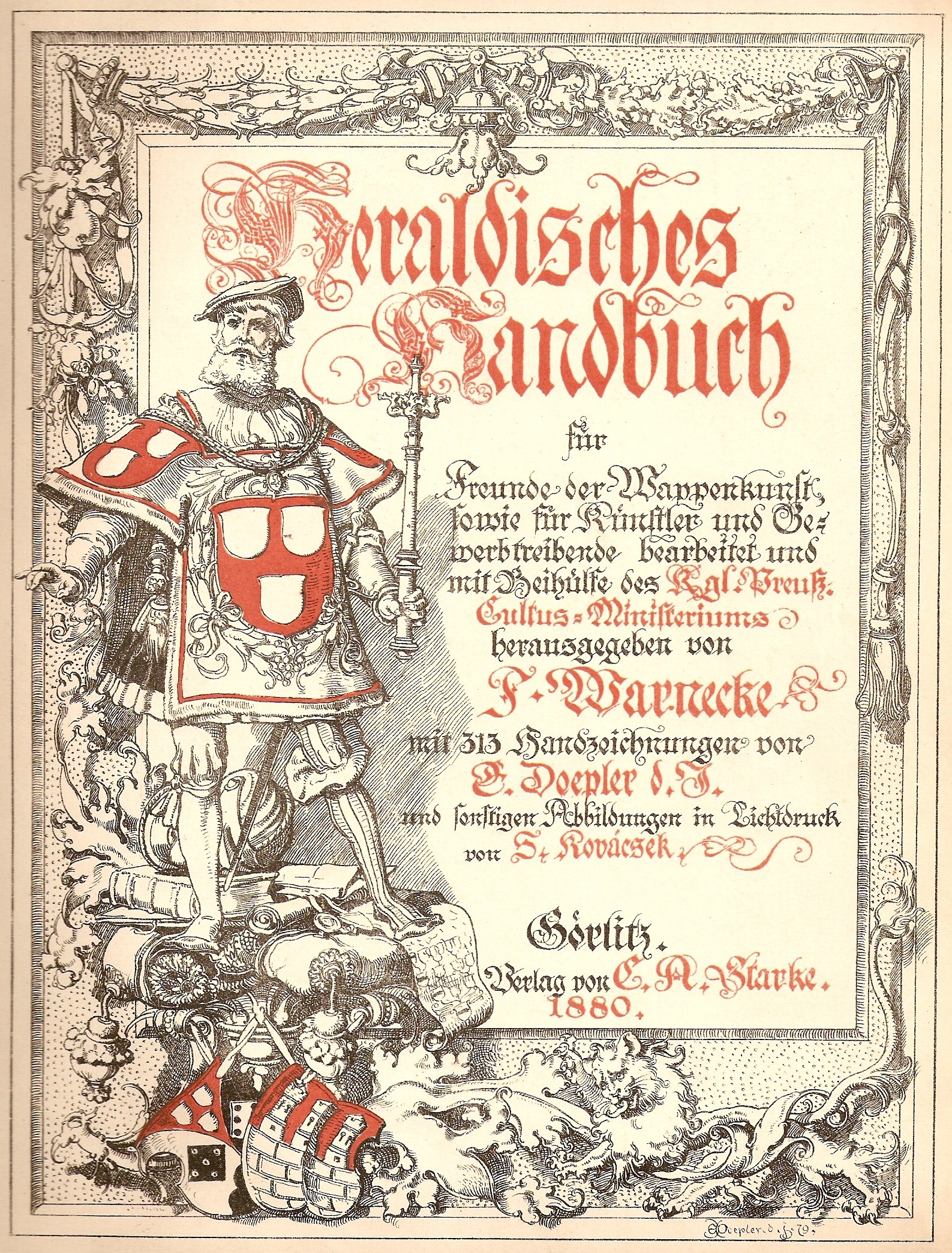
Heraldisches Handbuch,
von Friedrich Warnecke, 1880

Friedrich Warnecke war der Sohn eines Lehrers. Er trat nach dem Schulabschluss in die Königliche Hannoversche Verwaltung ein und wurde nach der Annexion des Landes durch Preußen im Jahr 1866 als Königlicher Revisor in den Preußischen Staatsdienst übernommen. Am 29. September 1869 siedelte er von Hannover nach Berlin über, wo er eine Stelle im Preußischen Ministerium für Handel und Gewerbe als Geheimer expedierender Sekretär und Kalkulator übernahm. Später in das Ministerium der öffentlichen Arbeit versetzt, brachte er es bis zum Geheimen Rechnungsrat, kurzweg betitelt als Geheimrat Warnecke. Als solcher ist er in der Wissenschaft und Sammlerwelt für die Heraldik zum Begriff geworden.
Schon in Hannover hatte Warnecke heraldische Freunde gewonnen. Durch den beruflichen Fortgang nach Berlin wurde zunächst nichts aus dem Plan, einen Verein für Wappenkundler zu gründen. Warnecke gründete dann im Jahr 1869 in Berlin den Verein „Herold“ und war 1888 über seinen Freund, dem Bildhauer und Heraldiker Heinrich Ahrens, maßgeblicher Initiator der Gründung des Heraldischen Vereins „Zum Kleeblatt“ in Hannover. Für den zuletzt genannten Verein war Warnecke auch der Namensgeber. Die beiden alten Vereine sind bis zum heutigen Tag als anerkannte gemeinnützige heraldische Vereine bzw. heraldisch-genealogische Vereine in Berlin und Hannover tätig und führen Wappenrollen.
Warneckes fachliches Können dokumentierte sich nicht nur in seinen Publikationen, sondern auch in seinen umfangreichen kunsthistorischen Sammlungen, in denen das Kunstgewerbe einen besonderen Platz einnahm. Warnecke legte seinen Fachfreunden in Berlin und Hannover nahe, verstärkt die Veröffentlichung von bedeutenden heraldischen Altertümern in ihrer Umgebung ins Auge zu fassen. Friedrich Warnecke hatte vielseitige Kontakte, u. a. zu Wilhelm Busch, der zu seinem Freund wurde.
Anfang November 1894 konnte Warnecke noch das 25-jährige Jubiläum seiner „Schöpfung“ in Berlin erleben und wurde auch vom „Herold“ zum Ehrenmitglied ernannt, wie er schon vorher Ehrenmitglied des Heraldischen Vereins „Zum Kleeblatt“ in seiner Heimat war. Nur wenige Wochen danach, am 25./26. November 1894, erlag der erst 57-Jährige einer Influenza.

## Schriften (Auswahl)
- Lucas Cranach der Aeltere. Beitrag zur Geschichte der Familie von Cranach. C. A. Starke, Görlitz 1879.
- Heraldisches Musterbuch. Görlitz 1880.
- Das Künstlerwappen – Ein Beitrag zur Kunstgeschichte. Berlin 1887. Digitale Bibliothek. Uni. Heidelberg–historische Bestände
- Die mittelalterlichen Kampfschilde in der St. Elisabethkirche zu Marburg. Berlin 1884.
- Die deutschen Bücherzeichen. 1890. MDZ
- Heraldisches Handbuch für Freunde der Wappenkunst. Frankfurt am Main 1880., ff. 3. Auflage, 2. Abdruck, Druck C. A. Starke, Verlag Wilhelm Rommel, Frankfurt am Main 1884.